# Sabine Riewenherm
Sabine Riewenherm, née le 15 août 1962 à Ostercappeln est une biologiste allemande. Depuis septembre 2021, elle préside l'Agence fédérale pour la conservation de la nature (BfN)

## Biographie
Sabine Riewenherm étudie la biologie à l'Université d'Osnabrück de 1985 à 1991. En 1989, elle participe à l'organisation de la conférence annuelle de la Société d'Ecologie (de) et rédige la documentation du colloque « Écologie et conservation de la nature dans les zones agricoles ».
Après ses études, Sabine Riewenherm travaille comme journaliste scientifique et autrice dans le domaine de la médecine reproductive, notamment sur les questions d'éthique. De 2003 à 2011, elle est consultante en recherche pour le groupe parlementaire Bündnis 90/Die Grünen au Bundestag. Durant cette période, elle accompagne de nombreuses procédures législatives sur la biotechnologie et la bioéthique. En 2011, elle entre au service de l'État de Rhénanie-Palatinat. Là, elle occupe divers postes au ministère de l'Environnement de l'état, puis déménage à Berlin en tant que chef de département à la représentation de l'État de Rhénanie-Palatinat pour la coordination des affaires fédérales, et à Mayence en tant que membre du conseil de surveillance de l'institut de recherche AgroScience. Elle poursuit sa carrière en tant que conseillère auprès de la commission de l'agriculture et de l'environnement du Conseil fédéral et comme cheffe du cabinet ministériel d'Ulrike Höfken, puis comme coordinatrice des affaires du parc national Hunsrück-Hochwald. Du 1er avril 2020 au 1er septembre 2021, elle préside  l'Office d'État pour l'environnement de Rhénanie-Palatinat . En juillet 2021, la ministre de l'Environnement de Rhénanie-Palatinat, Anne Spiegel,  annonce la nomination de Sabine Riewenherm en tant que future présidente du BfN. Au 1er septembre 2021, la ministre fédérale de l'environnement Svenja Schulze confirme cette décision,.

## Prises de positions

### Génie génétique (agronomie)
En tant que consultante en biotechnologie et bioéthique pour le groupe parlementaire Bündnis 90/Die Grünen au Bundestag, elle est opposée aux OGM : « Les plantes génétiquement modifiées ne font pas partie de la solution, mais du problème. [...] L'expérience antérieure de la culture de plantes génétiquement modifiées montre que leur culture pour la consommation de viande et les besoins en matières premières des pays industrialisés poussent l'économie locale des pays émergeant, avec des structures paysannes établies, vers de nouvelles dépendances et détruit par ailleurs les marchés régionaux. ».

### Virus génétiquement modifiés
Sabine Riewenherm met également en garde contre la propagation incontrôlée des virus génétiquement modifiés. « Ceux qui proposent de libérer des virus génétiquement modifiés et à propagation automatique négligent ou sous-estiment la dynamique d'un virus qui peut voyager d'un hôte à l'autre. Cette dynamique d'auto-propagation donne aux virus un potentiel important pour modifier leurs propriétés biologiques une fois libérés dans l'environnement. Un tel développement recèle des dangers, notamment pour notre nature. ».

## Publications
- (de) Die Wunschgeneration Basiswissen zur Fortpflanzungsmedizin, 2001 (ISBN 978-3-929823-80-6 et 3-929823-80-2, OCLC 248513499, lire en ligne).
- (de) Gentechnologie, 2000 (ISBN 978-3-434-53510-2 et 3-434-53510-1, OCLC 76126971, lire en ligne)-